# Auchenipterichthys
Auchenipterichthys — рід риб з підродини Auchenipterinae родини Auchenipteridae ряду сомоподібних. Має 4 види.

## Опис
Загальна довжина представників цього роду коливається від 11 до 15 см. Голова трохи сплощена спереду. Рот широкий. Є 3 пари ниткоподібних вусів (1 пара на верхній щелепі, 2 пари — на нижній). Очі великі. Тулуб подовжено. Шкіра товста або тонка у різних видів. Бічна лінія звивиста. Спинний плавець помірно довгий. Спинний та грудні плавці з великими гострими шипами. Жировий плавець невеличкий. Анальний плавець довгий, з 25-26 розгалуженими променями. У самиць урогенетальний отвір більше ніж у самців. Хвостовий плавець косо зрізаний або симетричний з виїмкою.
Тулуб має вертикальні рядки плям вище бічної лінії.

## Спосіб життя
Зустрічаються у водах з чорною водою, на ділянках річок з повільною течією і зарослих болотах. A. coracoides воліє каламутної води. Живляться наземними безхребетними, що потрапили у воду.

## Розповсюдження
Мешкають у басейні Амазонки.

## Види
- Auchenipterichthys coracoideus
- Auchenipterichthys longimanus
- Auchenipterichthys punctatus
- Auchenipterichthys thoracatus